# يو يان (طبيب)
يو يان (الصينية: 余巖؛ بينيين: Yú Yán؛ 14 سبتمبر 1879 - 3 يناير 1954)، اسم مجاملة Yu Yunxiu (الصينية: 余雲岫؛ بينيين: Yú Yúnxiù)، كان طبيبًا وكاتبًا صينيًا. كان يو ناقدًا لاذعًا للطب الصيني التقليدي، واقترح لأول مرة إلغاء ممارسته في عام 1929، على الرغم من أنه أكد أن الأدوية الصينية كانت فعالة ويمكن دراستها بمفردها، دون التذرع بنظريات مثل اليين واليانغ أو التشي.